# Juan Carlos Argüello
Juan Carlos Argüello (Madrid, 1966-1995), més conegut com a Muelle, va ser uns dels pioners de grafit espanyol.
Al voltant de 1980,va començar a reproduir en parets i espais públics de Madrid el logotip que havia dissenyat un dibuix d'una molla acabada en una fletxa, i una lletra R emmarcada en un cercle (segons va declarar, havia registrat la seva signatura per tenir els drets d'autor). Argüello va estampar la seva signatura també en altres localitats, encara que amb menor abundància que a Madrid. En entrevistes en televisió i en premsa, va negar pretensións polítiques a la seva activitat, i va dir que la seva obra era una forma d'expressió.
El 1993 va deixar de signar, perquè va considerar que el seu "missatge" estava ja "esgotat".
Va morir d'un càncer de fetge fulminant el 1995.
Era madrileny de naixement, del barri de Campament, on va desenvolupar la seva altra gran afició, formant un grup de punk rock anomenat Salida de Emergencia on tocava la bateria.
El mes de setembre de 2010, es va publicar el llibre Yo conocí a Muelle, de Jorge Gómez Soto, una novel·la en la que la figura de Muelle és fonamental. Antonio Carmona va publicar un vídeo-homenatge als 15 anys de la seva mort.